# Koninklijke Belgische Voetbalbond
De Koninklijke Belgische Voetbalbond (Frans: Union Royale Belge des Sociétés de Football-Association, Duits: Königlicher Belgischer Fußballverband, Engels: Royal Belgian Football Association) is een Belgische voetbalbond.

## Geschiedenis
De bond werd in 1895 opgericht als Union Belge des Sociétés de Sports Athlétiques, een vereniging voor zowel voetbal, wielrennen als atletiek. In 1912 splitste de voetbalafdeling zich af. De naam werd gewijzigd in Union Belge des Sociétés de Football-Association (UBSFA). Vanaf 1913 gebruikte de bond ook de Nederlandstalige naam Belgische Voetbalbond (BVB). Na het verkrijgen van het predicaat "koninklijk" in 1920 zijn de huidige namen in gebruik.
De KBVB was medeoprichter van zowel de FIFA in 1904 als de UEFA in 1954.

## Kampioenschappen
De KBVB organiseerde zijn eerste officiële voetbalkampioenschap in het seizoen 1895/96, de eerste Belgische bekercompetitie werd in 1911/12 ingericht.
De KBVB organiseert de volgende competities:
- Herenvoetbal:
  - Eerste klasse A
  - Eerste klasse B
  - Beker van België
  - Belgische Supercup
- Vrouwenvoetbal
  - Super League
  - Eerste klasse
  - Tweede klasse
  - Beker van België

Competities in de lagere afdelingen en in het futsal worden georganiseerd door Voetbal Vlaanderen en de ACFF. Daarnaast organiseert de KBVB ook competities in het zaal- en strandvoetbal.
De KBVB is ook verantwoordelijk voor de organisatie rond de nationale voetbalelftallen:
- Herenvoetbal:
  - Belgisch voetbalelftal (mannen)
  - Belgisch voetbalelftal onder 21 (mannen)
  - Belgisch voetbalelftal onder 19 (mannen)
  - Belgisch voetbalelftal onder 17 (mannen)
- Vrouwenvoetbal
  - Belgisch voetbalelftal (vrouwen)
  - Belgisch voetbalelftal onder 19 (vrouwen)
  - Belgisch voetbalelftal onder 17 (vrouwen)

## Bestuur
| Periode      | Voorzitter                   |
| ------------ | ---------------------------- |
| 1895 - 1924  | Edouard baron de Laveleye    |
| 1924 - 1929  | Joseph graaf d'Oultremont    |
| 1929 - 1937  | Rodolphe William Seeldrayers |
| 1937 - 1943  | Oscar Vankesbeeck            |
| 1943 - 1951  | Francis Dessain              |
| 1951 - 1967  | Georges Hermesse             |
| 1967 - 1987  | Louis Wouters                |
| 1987 - 2001  | Michel D'Hooghe              |
| 2001 - 2006  | Jan Peeters                  |
| 2006 - 2017  | François De Keersmaecker     |
| 2017 - 2019  | Gérard Linard                |
| 2019 - 2021  | Mehdi Bayat                  |
| 2021 - 2022  | Robert Huygens               |
| 2022 - 2023  | Paul Van den Bulck           |
| 2023 - heden | Pascale Van Damme            |

| Periode     | Secretaris-generaal  |
| ----------- | -------------------- |
| 1895 - 1911 | Louis Mühlinghaus    |
| 1911 - 1950 | Alfred Verdyck       |
| 1950 - 1973 | José Crahay          |
| 1973 - 1987 | Albert Roosens       |
| 1987 - 2002 | Alain Courtois       |
| 2002 - 2007 | Jean-Paul Houben     |
| Periode     | CEO                  |
| 2007 - 2010 | Jean-Marie Philips   |
| 2011 - 2015 | Steven Martens       |
| 2016 - 2018 | Koen De Brabander    |
| 2018 - 2023 | Peter Bossaert       |
| 2023        | Manu Leroy (interim) |
| 2023-2024   | Piet Vandendriessche |
| 2024-heden  | Peter Willems        |

## Archief
Sinds 2009 bewaart het Algemeen Rijksarchief het archief van de Belgische Voetbalbond. Het archief van de Belgische voetbalbond bevat onder meer clubdossiers en juridische stukken, maar ook duizenden foto’s en honderden affiches. Ook alle edities van het door de KBVB uitgegeven tijdschrift Sportleven bevinden zich in het archief.